# Platyethmoidia
Platyethmoidia — викопний рід тетраподоморфів з девонського періоду Антарктиди. Він містить один вид, Platyethmoidia antarctica.